# Воронов Юрій Миколайович (ботанік)
Ю́рій Микола́йович Во́ронов (1 червня 1874, Тифліс — 10 грудня 1931, Ленінград) — російський, пізніше радянський флорист, який спеціалізувався на субтропічній флорі Кавказу, директор Кавказького музею в Тифлісі. Зробив значний внесок у систематизацію квіткових Кавказького регіону. Дід археолога Ю. М. Воронова (1941—1995) та нейрохірурга В. Г. Воронова.

## Біографія
Належав до дворянського роду Воронових. Дитинство провів у Тифлісі й с. Цебельді. Закінчив гімназію в Кутаїсі з золотою медаллю. Вищу освіту здобув у Новоросійському університеті (1894—1896), в Московському сільськогосподарському інституті, Московському університеті (1896), в Сільськогосподарському коледжі (Монпельє) (1897-1898), в Петербурзькому Лісному інституті. Працював у ботанічному музеї при Петербурзькій академії наук. Брав участь в експедиціях до Саян й на захід Монголії.
Найактивніший період життя Воронова тривав у Тифлісі, де він працював консерватором ботанічного саду і викладав у політехнічному інституті. Належав до Сухумського товариства сільського господарства, був керівником Кавказького музею. Багато часу проводив на околицях Апіанчі (селище, названо на честь нього Юр'євським). Описав понад 150 рослинних видів.
Після Жовтневої революції — головний ботанік дослідних полів Резинотреста в Закавказзі, охоронець Кавказького гербарію Головного ботанічного саду РСФСР, завідувач сектору субтропіків Інституту прикладної ботаніки. Очолював першу радянську наукову експедицію на Американський континент (США, Мексика, Куба, Панама, Колумбія, Венесуела).

## Таксони рослин, названі на честь Ю. М. Воронова
Його ім'ям названо рід Woronowia Juz. (1941) і 38 видів рослин:
- Aethionema voronovii Schischk., Woronow & Schelk.
- Alcea woronovii (Iljin ex Grossh.) Iljin
- Alchemilla woronowii Juz.
- Anthemis woronowii Sosn.
- Asperula woronowii V.I.Krecz.
- Asplenium woronowii Christ
- Astragalus voronovianus (Boriss.) Boriss.
- Asyneuma woronowii (Fomin) Bornm.
- Bulbostylis woronowii Palla
- Bupleurum woronowii Manden.
- Campanula woronovii Kharadze
- Centaurea woronowii Bornm. ex Sosn.
- Dactylis woronowii Ovcz.
- Daphne woronowii Kolak.
- Euphorbia woronowii Grossh.
- Euphrasia woronowii Juz.
- Galanthus woronowii Losinsk. — Підсніжник Воронова
- Hesperis voronovii N.Busch
- Hieracium woronowianum Zahn
- Jurinea woronowii Iljin
- Lathyrus woronowii Bornm.
- Marrubium woronowii N.P.Popov
- Minuartia woronowii Schischk.
- Muscari woronowii Tron & Losinsk.
- Ornithogalum woronowii Krasch.
- Peltaria woronowii N.Busch
- Poa woronowii Roshev.
- Polystichum woronowii Fomin
- Primula woronovii Losinsk.
- Quercus woronowii Maleev
- Rosa woronowii Lonatsch.
- Rubus woronowii (Sudre) Sudre
- Scleropoa woronowii Hack.
- Scutellaria woronowii Juz.
- Solanum woronowii Pojark.
- Sorbus woronowii Zinserl.
- Taraxacum voronovii Schischk.
- Ziziphora woronowii Maleev